# Воротишино (Мяксинское сельское поселение)
Воротишино — деревня в Череповецком районе Вологодской области.
Входит в состав Мяксинского сельского поселения, с точки зрения административно-территориального деления — в Мяксинский сельсовет.
Расстояние по автодороге до районного центра Череповца — 49 км, до центра муниципального образования Мяксы — 21 км. Ближайшие населённые пункты — Веретье, Горлово, Воротишино.
По данным переписи в 2002 году постоянного населения не было.